# Конопница
 Тази статия е за селото в Северна Македония.  За селото в Сърбия вижте Конопница (община Власотинци).  
Конопница (на македонска литературна норма: Конопница) е село в Северна Македония, в община Крива паланка.

## География
Селото е разположено в областта Славище в северното подножие на планината Осогово, югозападно от общинския център Крива паланка.

## История
В края на XIX век Конопница е голямо българско село в Кривопаланска каза на Османската империя. Църквата „Свети Теодор Тирон“ е от 1885 година и е изписана от Аврам Дичов. Според статистиката на Васил Кънчов („Македония. Етнография и статистика“) от 1900 година Конопница е населявано от 1400 жители българи християни и 45 цигани.
Цялото християнско население на селото е под върховенството на Българската екзархия. По данни на секретаря на екзархията Димитър Мишев („La Macédoine et sa Population Chrétienne“) в 1905 година в Конопница има 1168 българи екзархисти и функционира българско училище.
При избухването на Балканската война 17 души от Конопница са доброволци в Македоно-одринското опълчение.
По време на Първата световна война Конопница е включена в Мождивяшка община и има 1130 жители.
Според преброяването от 2002 година селото има 1398 жители.
| Националност     | Всичко |
| северномакедонци | 1395   |
| албанци          | 0      |
| турци            | 0      |
| роми             | 0      |
| власи            | 0      |
| сърби            | 2      |
| бошняци          | 0      |
| други            | 1      |

## Личности
Родени в Конопница
- Алексо Николов (Колев), български революционер от ВМОРО, четник на Петко Стефанов в 1915 година[6]
- Григор Цветанов (Цветков, 1896 – 1926), български революционер, деец на ВМРО[7]
- Иван Стоянов, български революционер, деец на ВМОРО, четник на Петко Стефанов в 1915 година[8]
- Никола Спасев, български революционер от ВМОРО, четник на Александър Георгиев[9]
- Симеон Ангелов (Ангелков), македоно-одрински опълченец, 2 рота на 2 скопска дружина[10]
- Стоян Величков, български революционер от ВМОРО, четник на Никола Груйчин[11]
- Яким Беляков, български революционер, деец на ВМОРО
- Яким Христов, български опълченец, II опълченска дружина, умрял преди 1918 г.[12]
- Йодан Стоянов, изявен българин и борец срещу кралската югославска окупациона власт.[13]